# General Güemes
General Güemes – miasto w Argentynie, położone w północnej części prowincji Salta.

## Opis
Miejscowość została założona w 1915 roku. W mieście krzyżuje się ważny węzeł drogowy-RP8, RP10, RP11, RP113 i RN34 i stacja węzłowa. 